# Vărzăroaia
Vărzăroaia – wieś w Rumunii, w okręgu Ardżesz, w gminie Pietroșani. W 2011 roku liczyła 421 mieszkańców.